# Rio Mark
Mark é um pequeno rio da Bélgica e dos Países Baixos. Ele nasce em Zandvenheide, Merksplas, Bélgica. Passa por Hoogstraten antes de atravessar a fronteira com os Países Baixos. Na área central da cidade de Breda ele recebe seu principal afluente, o Aa/Weerijs.
Abaixo de Oudenbosch, o rio Mark é conhecido pelo nome de Dintel. O Dintel deságua no Volkerak (parte do delta dos rios Reno, Mosa e Scheldt) em Dintelsas. O Dintel e o Mark são navegáveis para navios cargueiros até 86 metros de comprimento, de Dintelsas até Breda.

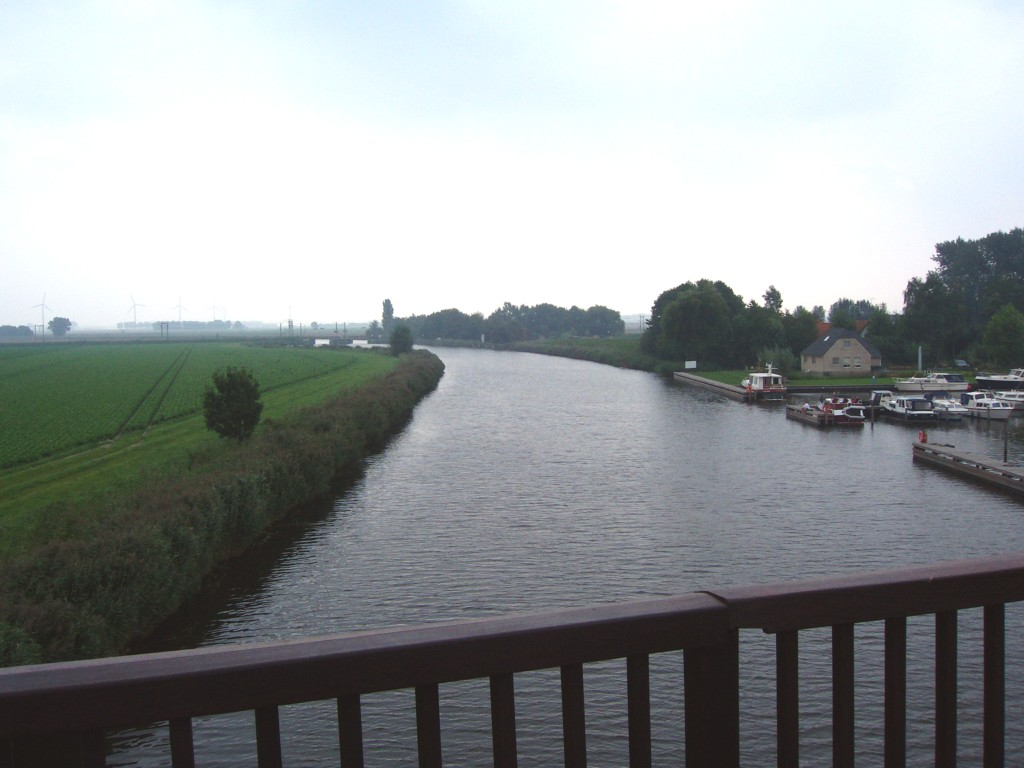
O rio Mark em Zevenbergen.